# Mauricio Kagel
Mauricio Raúl Kagel (Buenos Aires (Argentina), 24 de desembre, 1931 - Colònia (Alemanya), 18 de setembre, 2008), va ser un compositor, director d'orquestra, llibretista i director argentí-alemany. A més de la música instrumental i les obres per a teatre musical, la seva obra completa també inclou la composició i producció d'obres radiofòniques i pel·lícules; va fer una important contribució a la nova música a la segona meitat del segle xx.

## Biografia
Mauricio Kagel va néixer a Buenos Aires l'any 1931 en una família jueva que havia fugit de Rússia als anys vint. Va rebre classes particulars d'instrumental ben aviat i va treballar a Buenos Aires com a crític de cinema, acompanyant i director, entre altres coses, al Teatre Colón. Kagel va participar als cursos d'estiu de Darmstadt per a música nova als anys 50. El 1957 va viatjar a Alemanya amb la seva dona, l'escultora i artista gràfica Ursula Burghardt (1928–2008), amb qui s'havia casat el mateix any, amb una beca del Servei d'Intercanvi Acadèmic Alemany. La parella va tenir dues filles.
A partir de 1960 va treballar com a professor als cursos d'estiu de Darmstadt. El 1968, en col·laboració amb Wolf Vostell i altres, es va fundar "Labor e. V.", que havia d'investigar els esdeveniments acústics i visuals. L'esdeveniment de cursa de 5 dies amb la seva participació va tenir lloc a Colònia. El 1969 va ser nomenat director de l'Institut de Música Nova de la "Rheinische Musikschule" de Colònia i, com a successor de Karlheinz Stockhausen, cap dels cursos de música nova de Colònia (fins al 1975); El 1974 va rebre una càtedra de teatre musical a la Universitat de Música de Colònia.
Kagel va ser cofundador de l'"Ensemble for New Music" a Colònia i va treballar als estudis electrònics de Colònia, Munic i Utrecht. Va dirigir ell mateix moltes de les seves obres i va ser el director i productor de totes les seves pel·lícules i obres de ràdio. Amb motiu del seu 75è aniversari, -figura simbòlica del diàleg cultural germano-argentí- va fer concerts, assajos públics i conferències al Teatre Colón Buenos Aires, al Goethe-Institut i al Teatre Margarita Xirgu el juliol de 2006. Anteriorment, la seva última aparició en un concert va ser a l'Argentina als anys setanta. Començava amb la seva peça A Breeze, Fleeting Action per a 111 ciclistes que passaven pel teatre "warbling, trilling". Encara que es va mantenir argentí, els crítics musicals alemanys veuen Mauricio Kagel com un "compositor alemany".
El 1991, per invitació de Walter Fink, va ser el segon compositor en el retrat de compositor anual del Festival de Música de Rheingau. Des dels inicis de la seva carrera, Mauricio Kagel ha estat un dels compositors més interpretats a les Jornades Mundials de la Música de la International Society for New Music ISCM: 1960 Anagrama, 1964 i 1991 Sonant, 1966 Diaphonie I, 1969 Hallelujah, 1972 Repertori de Staatstheater, 1974 Variacions sense fuga, 1980 Llibre coral, 1982 Prince Igor, Stravinsky, 1983 Doma, 1987 Una carta interpretada. El 1983, Kagel també va exercir com a jurat a les Jornades Mundials de la Música ISCM.
La temporada 2006/2007, Mauricio Kagel va ser "Artist in Residence" a la Filharmònica d'Essen i també hi va ser vist com a director. El mateix any va ser compositor en residència a la Universitat de Música i Teatre de Rostock. En un simposi el juny de 2007 a la Universitat de Siegen va rebre un doctorat honoris causa en filosofia. Mauricio Kagel va viure a Colònia fins a la seva mort.
Kagel va rebre nombrosos premis i premis pel seu treball i va estar representat en tots els festivals importants de música nova. Els que van estudiar amb ell són: Maria de Alvear, Carola Bauckholt, Theo Brandmüller, Martyn Harry, Bernhard König, Klaus König, Branimir Krstic, Yves-Miro Magloire, Dominik Sack, Juan María Solare, Manos Tsangaris, Chao-Ming Tung, Johannes S. Sistermanns, Thomas Becker, Ulrich Wagner i Daniel Weissberg.

## Treball i impacte
Kagel és considerat el representant més important del “teatre instrumental”, un tipus de concert ritualista en el qual també s'inclouen els efectes secundaris visibles de fer música (expressions facials, gestos, accions). Un exemple impressionant de les seves obres de teatre musical és l'obra Staatstheater, que es va estrenar a l'Òpera Estatal d'Hamburg l'any 1971, i que va haver de ser representada sota protecció policial a causa de cartes d'amenaça. El mateix Kagel va desenvolupar els seus propis instruments i tècniques de joc, per exemple per a la pel·lícula Zwei-Mann-Orchester  o el teatre instrumental Exotica. Les partitures de vegades capgiran les expectatives no només dels intèrprets sinó també dels oients d'una manera còmicament original. El teatre i la música visible sempre tenen un paper important en les obres per a la sala de concerts. A la peça de concert per a timbals i orquestra, el solista cau de cap en el seu instrument al final. Altres obres incorporen objectes quotidians (Acustica) i sons. L'ús de l'electrònica i la gravació en cinta, però també les referències a la música tradicional, van ser un fet per al cosmos de la música de Kagel. Les seves realitzacions cinematogràfiques contenen en part les explicacions de l'obra. L'obra de Kagel està sovint i de moltes maneres intercalades amb humor. Té ganes de trencar la quarta paret.
| « | ""Només les persones que tenen sentit de l'humor són serioses sense descans. Però té moltes facetes". | » |

-Mauricio Kagel-

## Honors, premis
- 1965: Premi Koussevitzky de la Biblioteca del Congrés Washington
- 1966: 1r i 2n premi de la Società Internationale Musica Contemporanea Roma
- 1968: Premi Scotoni de la ciutat Zuric
- 1970/95: Premi Karl Sczuka del Südwestfunk Baden-Baden
- 1970: reconeixement honorífic del jurat de programes generals al Premi Adolf Grimme 1970
- 1971: reconeixement honorífic del jurat de programes generals al Premi Adolf Grimme 1971
- 1972: Premi rècord alemany
- 1973: Membre de l'Acadèmia de les Arts (Berlín)
- 1975: Ordre del Mèrit de 1a classe de la República Federal d'Alemanya
- 1983: Medalla Mozart de la ciutat Frankfurt
- 1984: 1r premi al Festival International Musique en Cinéma Besançon
- 1993: Ordre del Mèrit de l'Estat de Renània del Nord-Westfàlia[8]
- 1995: Commandeur des Arts et Lettres
- 1998: Premi Erasmus dels Països Baixos
- 1999: Prix Maurice Ravel
- 2000: Premi de música Ernst von Siemens
- 2001: Doctor honoris causa per la Universitat de Música Franz Liszt de Weimar
- 2002: Premi de Cultura de la Fundació Cultural Sparkasse Renània
- 2005: Premi Rolf Schock de la Reial Acadèmia Sueca de Ciències en el camp de la música
- 2006: Compositor resident a la Universitat de Música i Teatre de Rostock
- 2007: Doctorat honoris causa per la Universitat de Siegen (assignatura educació musical)
- 2009: Premi Konex d'Honor, música clàssica
- 2010: Des de 2010, el Concurs de Composició Mauricio Kagel se celebra cada tres anys a la Universitat de Música i Arts Escèniques de Viena, en el qual es premien composicions aptes per a classes de piano.[9]
- 2011: en el seu honor es va fundar el Mauricio Kagel Music Prize de la Kunststiftung NRW.

## Enregistraments multimèdia/CD
El segell Winter & Winter, que publica obres de Mauricio Kagel des de l'any 1998, va editar una edició formada per dos CD i un DVD amb motiu del seu 75è aniversari, en la qual Mauricio Kagel va reelaborar o remasteritzar les seves pròpies obres. Aquestes noves adaptacions inclouen les peces musicals Pandorasbox, Bandoneonpiece, Tango Alemán, Bestiarium, l'obra radiofònica A Recording State i la pel·lícula Ludwig van.
Més gravacions (selecció):
- Les idees fixes, Música per a instruments de teclat i orquestra, Opus 1.991. Deutsche Radio Philharmonie Saarbrücken Kaiserslautern, 2000
- Kagel dirigiert Kagel. SWR-Vokalensemble, Hänssler, 2004
- Stücke der Windrose. Schönberg-Ensemble, Ltg. Reinbert de Leeuw, CD, Winter & Winter, 2004
- Ludwig van. DVD, Winter & Winter, 2007
- Acustica. TAM – Theater am Marienplatz, Krefeld, CD, ZigZag, 2008
- Rrrrr…, Zehn Märsche um den Sieg zu verfehlen. Gerd Zacher, Militärkapelle, Mauricio Kagel, Aulos, 2006
- Improvisation ajoutée, Obres d'orgue. Dominik Susteck, Wergo 2016